# Декларация Порвоо

Страны, поместные церкви которых заключили англиканско-лютеранскую унию

Декларация Порво (англ. Porvoo Communion) — уния между англиканскими и евангелическо-лютеранскими церквями, заключенная в 1992 году в финском городе Порвоо. Тогда была подписана декларация, согласно которой отрицалось какое-либо догматическое или экклезиологическое различие между двумя протестантскими деноминациями на основе единства апостольского преемства. Помимо декларации единства, уния предполагает совместное отправление таинств. Принимать служителей и прихожан в общение без обрядов подтверждения веры или ординации.

## Церкви, подписавшие декларацию
- Церковь Англии
- Церковь Ирландии
- Шотландская епископальная церковь
- Церковь в Уэльсе
- Церковь Исландии
- Церковь Дании[1]
- Церковь Норвегии
- Церковь Швеции (в то время государственная)
- Евангелическо-лютеранская церковь Финляндии
- Эстонская евангелическо-лютеранская церковь
- Евангелическая лютеранская церковь Литвы
- Лузитанская церковь (The Lusitanian Catholic Apostolic Evangelical Church of Portugal)
- Испанская реформатская епископальная церковь

## Другие церкви, в качестве наблюдателей
- Евангелическо-лютеранская церковь Латвии